# Hemidactylus echinus
Hemidactylus echinus är en ödleart som beskrevs av  O’shaughnessy 1875. Hemidactylus echinus ingår i släktet Hemidactylus och familjen geckoödlor. Inga underarter finns listade i Catalogue of Life.